# Ротшильд, Мириам Луиза
Дама Мириам Луи́за Ро́тшильд (англ. Miriam Louisa Rothschild, 5 августа 1908, графство Нортгемптоншир, Англия — 20 января 2005) — британский энтомолог из семейства Ротшильдов, садовод, эколог, почётный доктор 8-ми университетов (в том числе Кембриджа и Оксфорда), фактически без университетского образования, ставшая академиком — членом Королевского общества.

## Биография
Родилась 5 августа 1908 года в Ashton Wold, около Oundle, графство Нортгемптоншир, Англия. Получила строгое домашнее воспитание и образование. Её отец Чарльз Ротшильд (1877—1923) — энтомолог и партнёр в семейном банке «Ротшильд и сыновья», мать Розика Эдл (Rozsika Edle Rothschild) — венгерская спортсменка. После смерти отца воспитанием занимался её родной дядя и знаменитый натуралист Лайонел Уолтер Ротшильд (1868—1937).
- 1928—1933 — обучение в Политехнической школе Челси (Chelsea College of Science and Technology[англ.], позже ставшей частью Королевского Колледжа Лондона
- в 1930-е гг. работала на Морской биологической станции в Плимуте (работы по моллюску Nucula и его паразитам трематодам)
- 1938—1941 — редактор журнала Novitates Zoologica
- в годы Второй мировой войны работала в Блетчли-парке (Bletchley Park) в группе учёных-криптографов по расшифровке секретных немецких кодов
- в 1943—1957 была супругой капитана Джорджа Лейна. Имела 4 своих и 2 приёмных детей (2 сына и 4 дочери)
- 1983 — титул «Командор Британской империи» (Commander of the British Empire, CBE)
- 1985 — избрана членом Лондонского королевского общества[1]
- 2000 — титул «Дама Британской Империи» (Dame Commander of the British Empire, Dame[англ.], DBE)

В 1992 году подписала «Предупреждение человечеству».
Умерла 20 января 2005 года.

## Награды и звания
- «Премия Блумера» Линнеевского общества
- «Цветочная Медаль» Линнеевского общества
- «Золотая Медаль» Королевского энтомологического общества (некоторое время она была президентом этого общества) (Wigglesworth Gold Medal of the Royal Entomological Society)
- Почетный доктор восьми университетов, включая Оксфорд и Кембридж
- Золотая медаль на выставке Королевского садоводческого общества (1951; за композицию из плодов 80 разновидностей крыжовника)
- член Американской академии искусств и наук
- почетный член Английского Королевского энтомологического общества
- член Зоологического общества Лондона
- член Морской биологической ассоциации Соединенного Королевства
- член Линнеевского общества Лондона
- почетный член Американского общества паразитологии
- вице-президент «Royal Society for Nature Conservation» (1981)

## Основные труды
Опубликовала около 350 научных статей и книг по энтомологии и зоологии, паразитологии и токсикологии. Они посвящены насекомым, птицам, моллюскам, трематодам, а также садоводству. Ей принадлежит авторство 6-томного монументального «Каталога Ротшильдовской коллекции блох в Британском музее» с описанием крупнейшей коллекции блох, собранных её отцом (в соавторстве G. H. E. Hopkins). Став крупнейшим специалистом по блохам (её называли «Королевой блох»), она первой изучила механизм их прыжка.

#### Книги
- Rothschild, Miriam and Clay, Theresa (1953) Fleas, Flukes and Cuckoos: a study of bird parasites. The New Naturalist series. London: Collins
- Hopkins, G. H. E. and Rothschild, Miriam (1953-81) An Illustrated Catalogue to the Rothschild Collection of Fleas 6 volumes (4to.) London: British Museum (Natural History)[4]
  - Hopkins, G. H. E. and M. Rothschild. 1953. An illustrated catalogue of the Rothschild collection of fleas (Siphonaptera) in the British Museum. London: University Press, Cambridge. Vol. 1., XV+361 pp.
  - Hopkins, G. H. E. and M. Rothschild. 1956. An illustrated catalogue of the Rothschild collection of fleas (Siphonaptera) in the British Museum. London: University Press, Cambridge, Vol. 2., XI+445 pp.+32 Pls.
  - Hopkins, G. H. E. and M. Rothschild. 1962. An illustrated catalogue of the Rothschild collection of fleas (Siphonaptera) in the British Museum. London: University Press, Cambridge, Vol. 3. VIII+560 p.+10 Pls.
  - Hopkins, G. H. E. and M. Rothschild. 1966. An illustrated catalogue of the Rothschild collection of fleas (Siphonaptera) in the British Museum. London: University Press, Cambridge. Vol. 4., VIII+550 p.+12 Pls.
  - Hopkins, G. H. E. and M. Rothschild. 1971. An illustrated catalogue of the Rothschild collection of fleas (Siphonaptera) in the British Museum. London: University Press, Cambridge. Vol. 5., VIII+530 p.+30 Pls.
- Rothschild, Miriam (1983) Dear Lord Rothschild: birds, butterflies and history. London: Hutchinson (ISBN 0-86689-019-X)
- Rothschild, Miriam and Farrell, Clive (1985) The Butterfly Gardener. London: Michael Joseph
- Rothschild, Miriam (1986) Animals and Man: the Romanes lecture for 1984-5 delivered in Oxford on 5 February 1985. Oxford: Clarendon Press
- Rothschild, Miriam et al. (1986) Colour Atlas of Insect Tissues via the Flea. London: Wolfe
- Rothschild, Miriam (1991) Butterfly Cooing Like a Dove. London: Doubleday
- Stebbing-Allen, George; Woodcock, Martin; Lings, Stephen and Rothschild, Miriam (1994) A Diversity of Birds: a personal voyage of discovery. London: Headstart (ISBN 1-85944-000-2)
- Rothschild, Miriam and Marren, Peter (1997) Rothschild’s Reserves: time & fragile nature. London: Harley (ISBN 0-946589-62-3)
- Rothschild, Miriam; Garton, Kate; De Rothschild, Lionel & Lawson, Andrew (1997) The Rothschild Gardens: a family tribute to nature. London: Abrams
- Van Emden, Helmut F. and Rothschild, Miriam (eds.) (2004) Insect and Bird Interactions Andover, Hampshire: Intercept (ISBN 1-898298-92-0)